# USS Corporal (SS-346)
Za druga plovila z istim imenom glejte USS Corporal.
USS Corporal (SS-346) je bila jurišna podmornica razreda balao v sestavi Vojne mornarice Združenih držav Amerike.
Leta 1973 so podmornico prodali Turčiji, kjer so jo preimenovali v TCG 2. İnönü (S 333).